# Edoardo Zardini
Edoardo Zardini (Peschiera del Garda, 2 november 1989) is een voormalig Italiaans wielrenner.

## Carrière
Tot 2013 reed Zardini verschillende koersen als amateurrenner. Zo werd hij in 2010 vierde in de Trofeo Zsšdi. In 2012 werd hij tweede in de derde etappe van de Ronde van Friuli-Venezia Giulia. In het eindklassement van dezelfde ronde werd Zardini derde. In de Girobio van hetzelfde jaar werd hij zesde in het algemeen klassement.
In 2013 werd Zardini prof bij Bardiani Valvole-CSF Inox. In zijn debuutjaar werd hij door de ploeg opgenomen in de selectie voor de Ronde van Italië, die hij afsloot op plek 137. Zijn eerste overwinning behaalde Zardini in de Ronde van Trentino van 2014 door in de tweede etappe, met aankomst bergop, solo over de streep te komen. Later dat jaar herhaalde hij dat in de Ronde van Groot-Brittannië. De leiderstrui die hij daar aan overhield moest hij na één dag alweer afstaan aan Michał Kwiatkowski.
Het seizoen 2016 begon voor Zardini goed met een achtste plaats in de Grote Prijs van de Etruskische Kust. In de Trofeo Laigueglia, Zardini's tweede koers van het jaar, ging hij in de finale samen met Pierre Latour in de aanval, maar werd vlak voor de laatste beklimming bijgehaald door het peloton. Tijdens de GP Lugano, die twee weken later plaatsvond, kwam Zardini met hoge snelheid ten val tegen een muur. Hij werd afgevoerd naar het ziekenhuis van Lugano, waar werd geconstateerd dat hij bij zijn val vier ruggenwervels had gebroken.

## Overwinningen
2014
2e etappe Ronde van Trentino
3e etappe Ronde van Groot-Brittannië

## Resultaten in voornaamste wedstrijden
| Jaar | Ronde van Italië | Ronde van Frankrijk | Ronde van Spanje |
| ---- | ---------------- | ------------------- | ---------------- |
| 2013 | 138e             |                     |                  |
| 2014 | 53e              |                     |                  |
| 2015 | 82e              |                     |                  |
| 2016 |                  |                     |                  |
| 2017 |                  |                     |                  |
| 2018 | opgave           |                     |                  |
| 2019 |                  |                     |                  |
| 2020 | 96e              |                     |                  |
| 2021 |                  |                     |                  |
| 2022 | 78e              |                     |                  |

| Jaar | Milaan-San Remo | Amstel Gold Race | Ronde van Lombardije |
| ---- | --------------- | ---------------- | -------------------- |
| 2013 |                 |                  |                      |
| 2014 |                 | opgave           | 32e                  |
| 2015 | 119e            | 126e             | 22e                  |
| 2016 |                 |                  | opgave               |
| 2017 |                 |                  | opgave               |
| 2018 | 64e             |                  | 77e                  |
| 2019 |                 |                  | opgave               |
| 2020 |                 |                  |                      |
| 2021 |                 |                  | 72e                  |
| 2022 | 113e            |                  |                      |

## Ploegen
- 2013 –  Bardiani Valvole-CSF Inox
- 2014 –  Bardiani CSF
- 2015 –  Bardiani CSF
- 2016 –  Bardiani CSF
- 2017 –  Bardiani CSF
- 2018 –  Wilier Triestina-Selle Italia
- 2019 –  Neri Sottoli-Selle Italia-KTM
- 2020 –  Vini Zabù-KTM
- 2021 –  Vini Zabù
- 2022 –  Drone Hopper-Androni Giocattoli

Andreetta · Barbin · Battaglin · Boem · Bongiorno · Chirico · Colbrelli · Manfredi · Piechele · Pirazzi · Ruffoni · Simion · L.Sterbini · S.Sterbini · Tonelli · Zardini
Andreetta · Barbin · Boem · Bongiorno · Chirico · Ciccone · Colbrelli · Maestri · Pirazzi · Rota · Ruffoni · Simion · L.Sterbini · S.Sterbini · Tonelli · Velasco · Zardini
Albanese · Andreetta · Barbin · Boem · Bresciani · Ciccone · Maestri · Maronese · Pacinotti · Pirazzi · Rota · Ruffoni · Simion · Sterbini · Tonelli · Velasco · Wackermann · Zardini · Fortunato (stagiair) · Orsini (stagiair)
Bertazzo · Bevilacqua · Busato · Coledan · Flórez · Fonzi · Kasjavy · Mareczko · Mosca · Pacioni · Pozzato · Raggio · Rosa · Turrin · Velasco · Zardini · Zhupa
Bartolozzi · Bertazzo · M. Bevilacqua · S. Bevilacqua · De Bonis · Di Renzo · Frapporti · González · Gradek · Iacchi · Mareczko · Orrico · Pearson · Petelin · Schneiter · Stacchiotti · Stojnić · Tortomasi · van Elzakker · van Empel · Zardini · Ferri (stagiair) · Masotto (stagiair) · Tosin (stagiair)
Alba · Bais · Benedetti · Bisolti · Cepeda (tot 31/7) · Chirico · Grosu · Holther · Marchiori · Marengo · Merchan · Muñoz · Piccolo (vanaf 24/6 tot 31/7) · Ponomar · Ravanelli · Restrepo · Rojas · Sepúlveda · Tagliani · Tesfatsion · Umba · Vigo · Zardini · Zurita